# Zenometridae
Zenometridae A.H. Clark, 1909 è una famiglia di crinoidi appartenente all'ordine Comatulida.

## Descrizione
Gli esemplari di Zenometridae sono spesso caratterizzati da braccia che possono essere usate per il movimento, quando vengono agitate, oppure come strumento per catturare il cibo, generalmente plancton, e portarlo alla bocca.

## Tassonomia
La famiglia Zenometridae comprende tre generi:
- Psathyrometra
- Sarametra
- Zenometra